# 本居宣長
本居 宣長（もとおり のりなが、享保15年5月7日（1730年6月21日） - 享和元年9月29日（1801年11月5日））は、江戸時代の国学者（文献学・言語学）、医師。名は栄貞。本姓は平氏。通称は、はじめ弥四郎、のち健蔵。号は芝蘭、瞬庵、春庵、鈴屋。荷田春満、賀茂真淵、平田篤胤とともに「国学の四大人（）」の一人とされる。

## 概要
伊勢松坂の豪商・小津家の出身である。契沖の文献考証と賀茂真淵の古道説を継承し、国学の発展に多大な貢献をしたことで知られる。真淵の励ましを受けて『古事記』の研究に取り組み、約35年を費やして当時の『古事記』研究の集大成である注釈書『古事記伝』を著した。『古事記伝』の成果は、当時の人々に衝撃的に受け入れられ、一般には正史である『日本書紀』を講読する際の副読本としての位置づけであった『古事記』が、独自の価値を持った史書としての評価を獲得していく契機となった。
代表的著作には、前述の『古事記伝』のほか、『源氏物語』の注釈書『紫文要領』『源氏物語玉の小櫛』、随筆『玉勝間』『うひ山ぶみ』、歴史書『馭戒慨言』などがある。
門下生も数多く、主な門人として田中道麿、服部中庸・石塚龍麿・夏目甕麿・長瀬真幸・藤井高尚・高林方朗・鈴木朖・小国重年・竹村尚規・横井千秋・代官の村田七右衛門（橋彦）春門父子・神主の坂倉茂樹・一見直樹・倉田実樹・白子昌平・植松有信・肥後の国、山鹿の天目一神社神官・帆足長秋・帆足京（みさと）父子・飛騨高山の田中大秀・本居春庭（宣長の実子）・本居大平（宣長の養子）などがいる。中には平田篤胤のように遺風を慕って没後に入門した者や、義門や伴信友のように門人とはなっておらずとも多大な影響を受けた者も少なからずいる。また、門人たちからは「鈴屋大人」（）と呼ばれた。

## 生涯

### 生い立ち

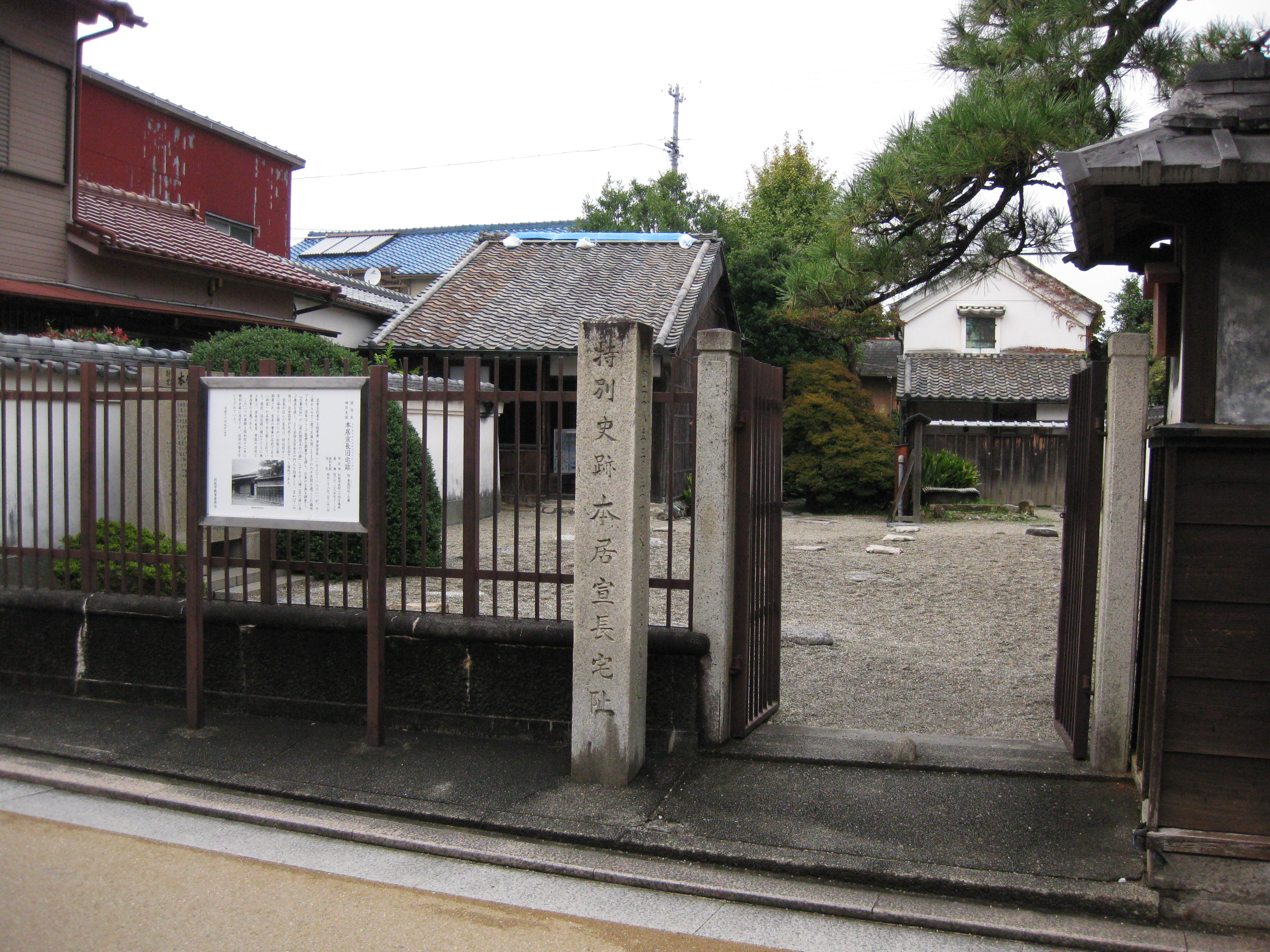
魚町の旧宅跡（国指定史跡）

享保15年5月7日（1730年6月21日）、伊勢国松坂（現・三重県松阪市）の木綿仲買商である小津家の次男として生まれる。父は小津三四右衛門定利、母は勝（村田孫兵衛豊商の娘）、幼名は富之助。
元文2年（1737年）に寺子屋で学ぶが、元文5年（1740年）に父を亡くす。通称は弥四郎を名乗り、寛保元年（1741年）に実名を栄貞（よしさだ、のちにながさだ）とした。延享元年（1744年）、15歳で元服。同2年（1745年）、江戸大伝馬町にある叔父の店に寄宿し、翌年に郷里へと帰る。当時の江戸までの道中の地図資料のいい加減なところから、「城下船津名所遺跡其方角を改め在所を分明にし道中の行程駅をみさいに是を記す」として「山川海島悉く図する」資料集の『大日本天下四海画図』を起筆し、宝暦元年（1752年）12月上旬に書写作業完了。また、この時期の見聞を元に、自分用の資料として『都考抜書』を延享3年より起筆、宝暦元年（1751年）頃まで書き継いだ。
寛延元年（1748年）、伊勢山田の紙商兼御師の今井田家の養子となるが、寛延3年（1750年）に離縁して松坂に帰る。このころから和歌を詠み始める。

### 京都遊学
寛延4年（1751年）2月に義兄・宗五郎定治が亡くなり、宣長は小津家を継いだが、商売に関心はなく、江戸の店を整理してしまう。宝暦2年（1752年）に母と相談の上、医師を志し、京都へ遊学する。同年3月から母の実家・村田家の店舗に寄宿して堀景山に入門、五経や史記の教授を受けた。同年、姓を先祖の姓である「本居」に戻す。翌年通称を健蔵とし、堀元厚に入門して医学を学ぶが、翌宝暦4年（1754年）に元厚が死去したため改めて武川幸順に入門した。宝暦5年（1755年）3月3日に髪を切り、名を宣長に改め、春菴（舜菴）の号を称して正式に医者としての歩みを始めた。

#### 国学との出会い

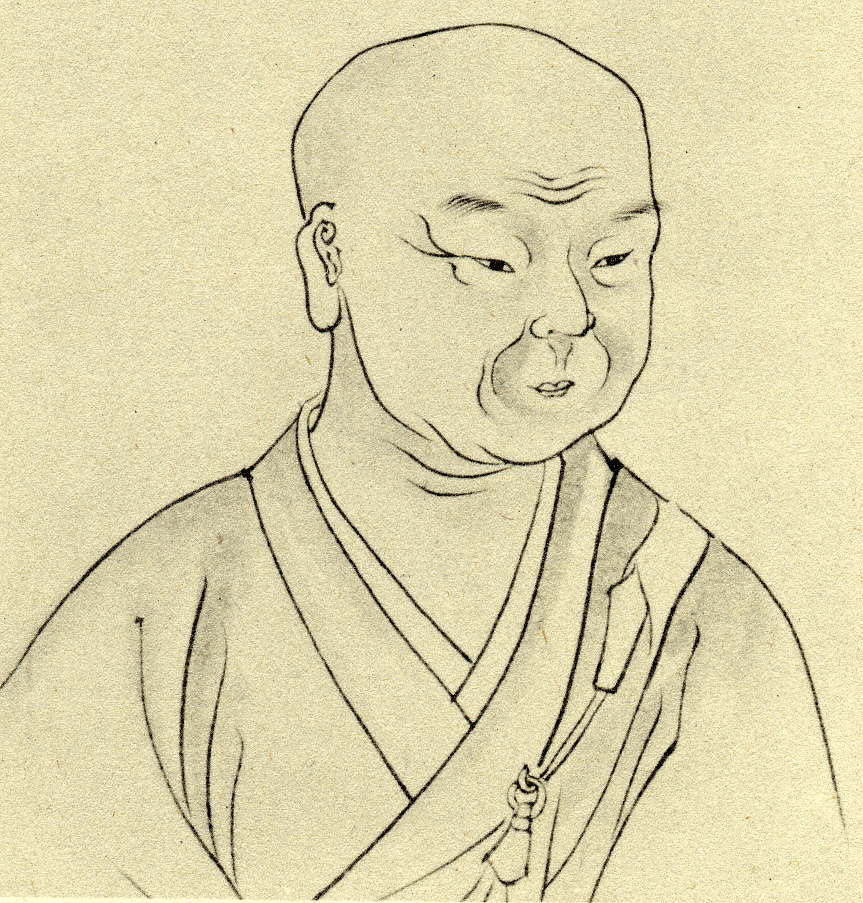
契沖
京都遊学中に契沖の著作に触れた宣長は、その博捜引証を旨とした実証的な方法を高く評価している。

景山は広島藩儒医で朱子学を奉じたが、反朱子学の荻生徂徠の学にも関心を示し、また契沖の支援者でもあった。宝暦6年（1756年）頃から宣長は、日本固有の古典学を熱心に研究するようになり、景山の影響もあって荻生徂徠や契沖の学問に打ち込み、国学の道に入ることを志す。また、京都での生活に感化されたことで、王朝文化への憧れを強めていく。『先代旧事本紀』と『古事記』を書店で購入したのも、この頃であるとされる。

### 帰郷
宝暦7年（1757年）9月に景山は死去。同年、宣長は京都から松坂に帰った。帰郷後は自宅で医師を開業する。この年に刊行された賀茂真淵の『冠辞考』に触発され、国学の研究に本腰を入れることになる。また宝暦8年（1758年）夏から自宅で『源氏物語』の講義を開始した。
私生活では宝暦10年（1760年）9月に母方の縁者である村田彦太郎の娘・美可（みか）と結婚するが、3ヶ月で離縁する結果となった。宝暦12年（1762年）1月に宣長は津藩主藤堂氏の侍医を勤める草深氏のたみと再婚した。たみは宣長よりも11歳年少で、前夫と死別しており、兄の玄周（玄弘）は宣長と景山の同門だった。結婚に際し、たみは宣長の実母・勝の名を譲り受けてかつに改名している。

#### 松阪の一夜

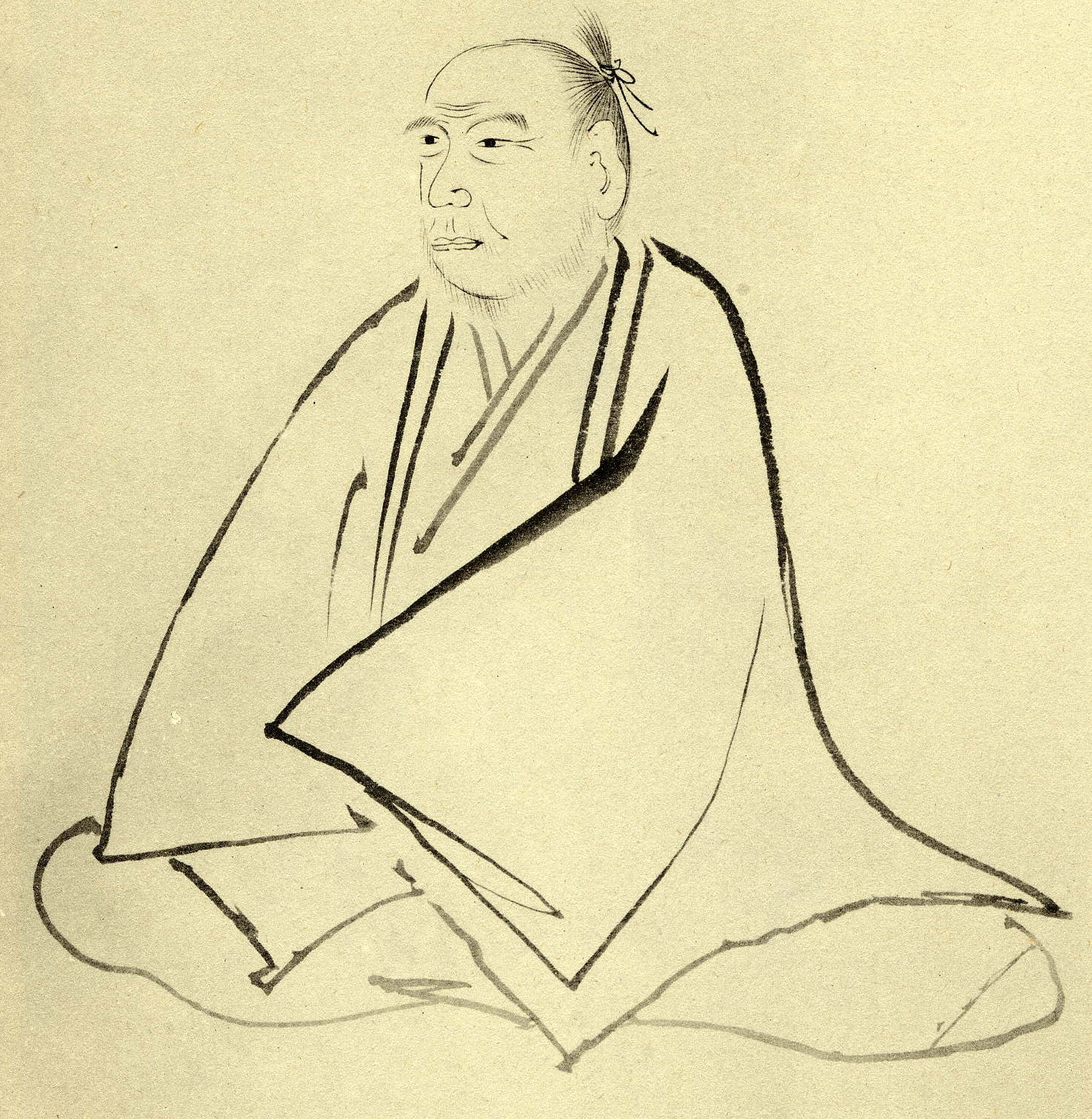
賀茂真淵
『冠辞考』を読んで深い感銘を受けた宣長は、一夜限りの出会いを経て真淵に弟子入りした。なお、真淵は宣長以外にも、荒木田久老、加藤千蔭、楫取魚彦、加藤美樹、村田春海といった優秀な門人を数多く輩出している。

宝暦13年（1763年）2月3日、長男・春庭が生まれる。5月25日、伊勢神宮参宮のために松阪を来訪した真淵に初見し（「松阪の一夜」）、『古事記』の注釈について指導を願い、入門を希望した。その年の終わり頃に入門を許可され、翌年の正月に宣長が入門誓詞を出している。真淵は、万葉仮名に慣れるため、『万葉集』の注釈から始めるよう指導した。以後、宣長は『古事記』の本格的な研究に進む。この真淵との出会いは、宣長の随筆『玉勝間』に収められている「おのが物まなびの有りしより」と「あがたゐのうしの御さとし言」という文章に記されている。その後、宣長は真淵と文通による指導を受け始めた。
宣長は京都時代から『日本書紀通証』を読み込んでいたが、明和2年（1765年）にその著者、谷川士清に初めて書簡を送り、以降両者の間で手紙の往復や書物の貸借、著作の稿本を送り合うなどのやりとりが続いた。
明和5年（1768年）には『草菴集玉箒』が自身の著作として初めて刊行されたが、同年正月に母・勝が死去している。
安永9年（1780年）に名古屋の田中道麻呂が年下の宣長の弟子となったことは、名古屋周辺に多くの弟子を持つ契機となった。
寛政4年（1792年）、宣長は同年に藩校・明倫堂を開設した加賀藩主・前田治脩から仕官の誘いを受けているが宣長は松坂を離れたくないと次男に書き送っている。これを聞きつけたのか、同年12月に松坂城代から呼び出され宣長は紀伊藩に五人扶持として召し抱えられることとなった。依然松坂で医業を続ける生活のままではあったが、宣長はその後3度和歌山まで赴き藩主・徳川治宝やその祖母・清光院に「大祓詞」などの講義を行っている。門人も数多く、特に天明年間（1781年 - 1789年）の末頃から増加する。天明8年（1788年）末までの門人の合計は164人であるが、その後増加し、宣長が死去したときには487人に達していた。

### 晩年
60歳の時、名古屋・京都・和歌山・大阪・美濃などの各地に旅行に出かけ、旅先で多くの人と交流し、各地にいる門人を激励するなどした。寛政5年（1793年）から散文集『玉勝間』を書き始め、その中で自らの学問・思想・信念について述べているほか、方言や地理的事項について言及し、地名の考証を行い、地誌を記述している。同年の上京時には光格天皇の兄・真仁法親王に拝謁、法親王とは和歌の贈答をする関係となり、また法親王は『古事記伝』を光格天皇の叡覧に進めた人物でもあった。
寛政7年（1795年）に号を中衞に改めた。
寛政10年（1798年）6月13日、宣長は『古事記伝』を完成させた。起稿して34年後のことである。同年の9月13日には、『古事記伝』の完成を祝した歌会を開いている。寛政11年（1799年）、宣長は門人の稲掛大平（宣長と同年生まれの門人・稲掛棟隆の子）を養嗣子として迎え、和歌山藩に届出を行っている。
享和元年（1801年）には最後の上京を行い、中山忠尹をはじめとする多くの公卿に講義を行っている。同年9月29日、71歳で没。山室町高峰の妙楽寺に葬られた。死に臨んでは遺言として、相続その他の一般的な内容のほか、命日の定め方、供養、墓の設計までにも及ぶ詳細で大部の「遺言書」を残した。また、殿村安守が京都から鴨川井特を招いて、宣長像を描かせている。

### 没後
享和2年（1802年）5月15日、大平が正式に本居家を相続し、春庭は大平方厄介となる。同年に一周忌法要が執り行われ、「遺言書」の指示により「鈴屋影前会」が開催される。
明治26年（1893年）3月29日の午後7時頃、松阪魚町2丁目から出火し、家屋1318戸、神社5社、寺院6院、官公庁4カ所が焼失した（明治の松阪大火）。本居家のある魚町1丁目は難を逃れたが、これにより本居清造は家と史料を後世に残すことを決意したという。
明治34年（1901年）に没後100年を迎える。11月4日から同月6日まで「本居宣長翁百年祭」が町を挙げて開かれた。
明治38年（1905年）に従三位が追贈される。これにより旧宅保存の気運が高まり、明治39年（1906年）に設立された「鈴屋遺蹟保存会」の手によって、旧宅は明治42年（1909年）に松坂城二の丸跡地に移築され、宣長当時の姿に復元された。昭和28年（1953年）、本居宣長旧宅と移築前の魚町の跡地が国の特別史跡に指定された。
旧山室村の本居家の墓から本居宣長の霊魂を殿町の森に運び神仏の聖地が移転した。大正4年（1915年）に学問の神様として「本居神社」が遷座した。平成7年（1995年）に社号を「本居宣長ノ宮」と改称した。その墓は昭和34年（1959年）に松阪市内を見渡す妙楽寺の小高い山へ移された。生前の宣長が好んだ場所とされる。さらに平成11年（1999年）には遺言の設計に沿った「本居宣長奥津墓（城）」が建造された。

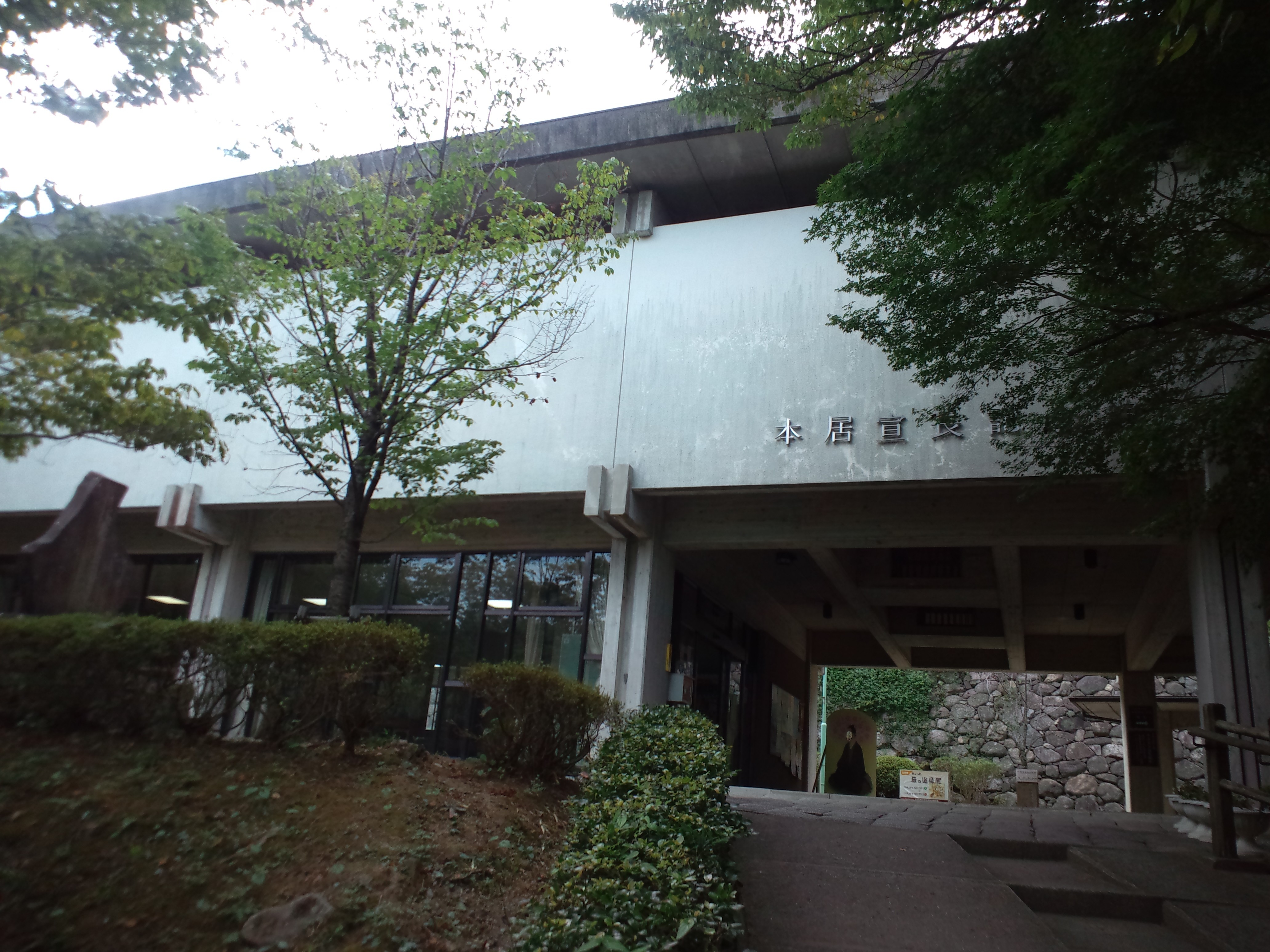
本居宣長記念館
鈴屋学会の事務局が置かれている。

昭和45年（1970年）に宣長の業績の顕彰を目的として、宣長の旧蔵書や自筆本などを保存・公開する施設「本居宣長記念館」が開館した。開館した日は宣長の命日にあたる。記念館には春庭の子孫の家に伝わった資料のほかに、大平の子孫の家に伝わった資料などが所蔵されており、うち467種1,949点が国の重要文化財、20種31点が三重県の有形文化財に指定されている。
昭和59年（1984年）に広く国学の研究を進展させる目的で、宣長の全体像を学問の軸とする「鈴屋学会」が発会した。学会の名称は宣長の家号「鈴屋」に由来しており、学問的な関心のある人ならば誰でも参加して、宣長の顕彰を含めて宣長と関係のある“松阪”を重視することにしているため、松阪市も積極的に協力することになっており、年1回の研究大会も松阪市で開催するほか、会報を発行して研究者の情報交換を行っている。また、平成2年（1990年）から、宣長の全貌を市民にも広く知ってもらうことを目的とした公開講座「宣長十講」を開講している。

### ゆかりの地

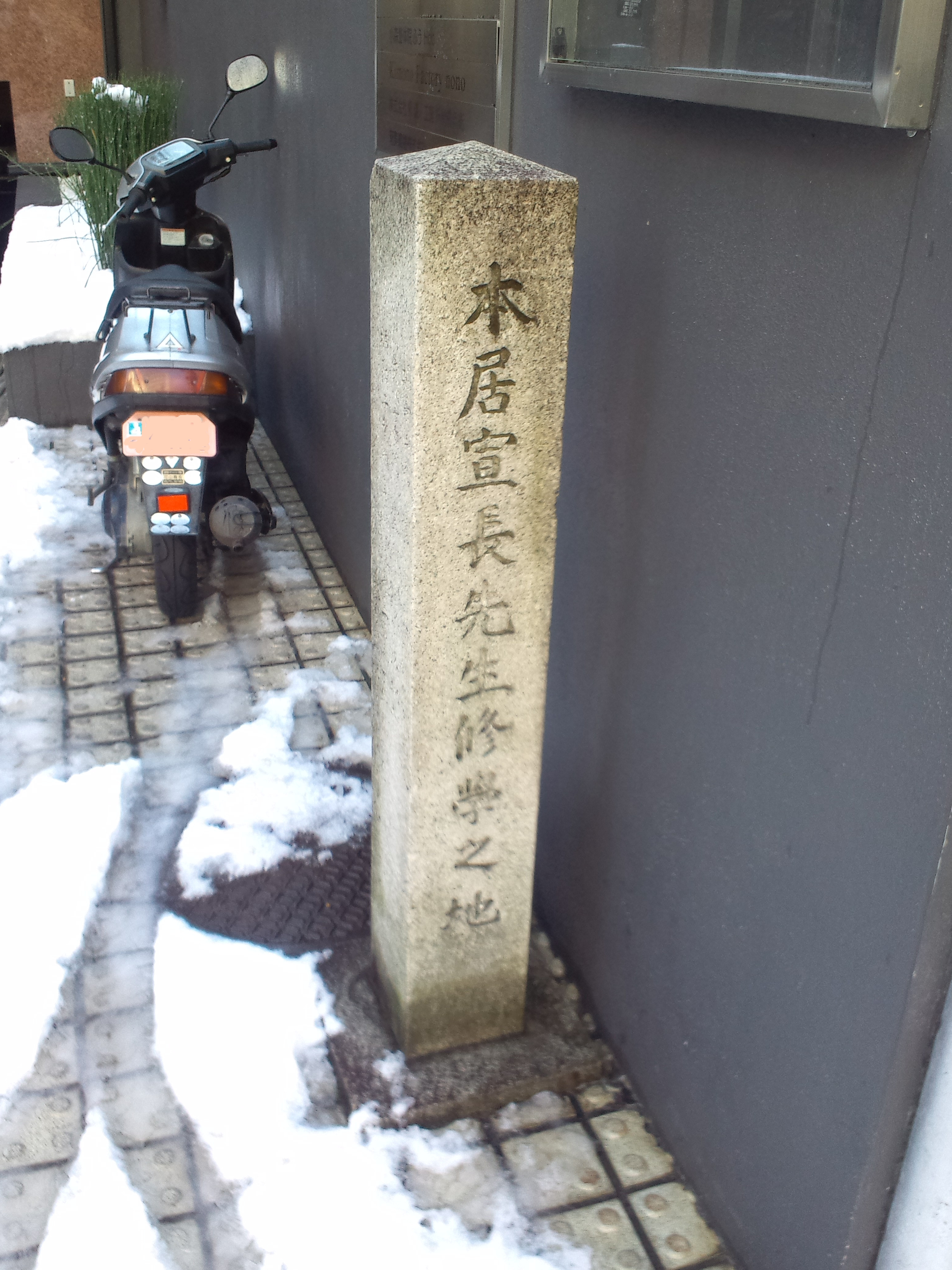
本居宣長先生修学之地

- 本居宣長先生修学之地（京都市下京区綾小路室町西入善長寺町、マスギ・ビル前）

京都に遊学した際、内弟子となって儒学などを教わった師・堀景山の宅跡。石碑は本居宣長翁遺跡顕彰会による建立。医術の師・武川幸順宅もこの近隣（室町通綾小路北上）にあった。
- 鈴屋大人偶講学旧地（京都市下京区四条烏丸下ル、三菱東京UFJ銀行南脇）

没年の1801年（享和元年）、門人に乞われて京都へ赴き、逗留2か月の間講義を行った旧地。ビルに挟まれ、西向きに石碑が建つ。

## 業績

### 歌論・物語論

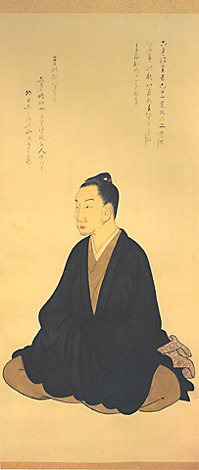
「本居宣長六十一歳自画自賛像」 寛政2年（1790年）8月
賛文「これは宣長六十一寛政の二とせといふ年の秋八月に手づからうつしたるおのかかたなり、筆のついてに、しき嶋のやまとこころをひととはは朝日ににほふ山さくら花」

宣長は『源氏物語』の中にみられる「もののあはれ」という日本固有の情緒こそ文学の本質であると提唱し、大昔から脈々と伝わる自然情緒や精神を第一義とし、外来的な儒教の教え（「漢意」）を「自然に背く考えである」と非難し、中華文明を参考にして取り入れる荻生徂徠を批判したとされる。
『源氏物語』の研究は20歳の寛延2年（1749年）から『源氏物語覚書』を作るなど早くから関心を持っており、自宅で『源氏物語』の講義を始めて5年後の宝暦13年（1763年）に『紫文要領』の奥書を書いている。『紫文要領』著述後も内容に補訂を重ねて寛政8年（1796年）に『源氏物語玉の小櫛』を完成させた。
先人の手による注釈書の中では『河海抄』『花鳥余情』『湖月抄』を高く評価する。他方で『紫家七論』のように、物語の作者が勧善懲悪のために作品を編んだとみて、『源氏物語』から好色を戒める教訓を引き出そうとする解釈に対しては批判を行っている。古今伝授については東常縁による作出という説を唱えたが、同時に旧来尊ばれてきたことも認めて敬意を払っている。

### 古道論・史論

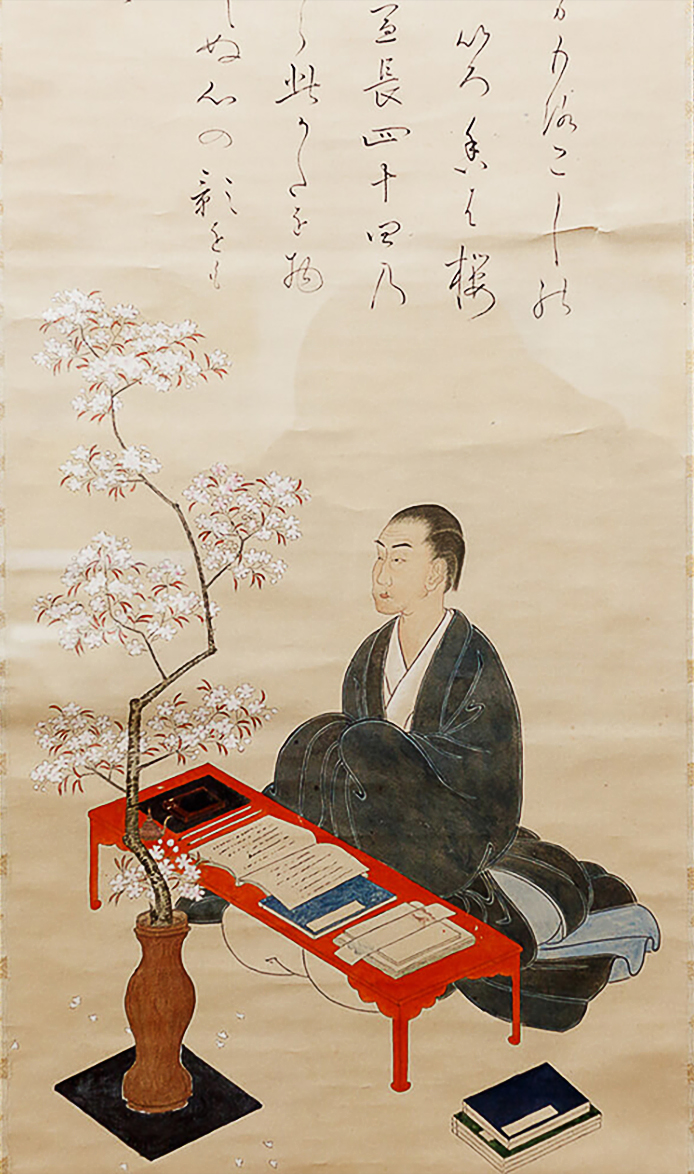
本居宣長四十四歳自画自賛像（部分）安永2年（1773年）

宣長は儒教仏教流の「漢意」を用いて神典を解釈する従来の仏家神道や儒家神道を強く批判し、「神道は古事記などの神典を実証的・文献的に研究して明らかにするべきだ」と主張した。そして、「日本は古来より儒仏のような教えという教えがなくても、天照大御神の御孫とともに下から上まで乱れることなく治ってきた」として、「日本には言挙げをしない真の道があった」と強調した。逆に儒教や仏教は「国が乱れて治り難いのを強ちに統治するために支配者によって作為された道である」と批判し、天命論についても「易姓革命によって前の君主を倒して国を奪い、新しく君主になった者が自己を正当化するための作為である」と批判した。さらに、朱子学の理気二元論についても、「儒学者達が推測で作り上げた空論である」と批判し、「世界の事象は全て日本神話の神々によって司られているものだ」と主張した上で、「世界の仕組みを理屈で解釈することはさかしらの「からごころ」であり神々に対する不敬である」とした。
宣長は上述の通り現実を全て神の御仕業と捉えたため、「時々の社会体制も全て神が司っているので、人は時々の社会体制に従うべきだ」とも主張している。「漢意を重んじる誤りのある現実社会もまた、神により司られているため重んじるべきだ」とし、今の制度を上古のようにするために変革しようとすることは「今の神の御仕業に背くこと」として批判し、自らが理想視した「古道」を規範化して現実の政治を動かそうとすることは徹底的に否定した。そして、「道は上が行い下に敷き施すものであるため、上古の行いにかなうからといって世間と異なることをしたり、時々の掟に反することをすることは間違いであり、下たるものは上の掟に従って生活することこそが古道である」と主張した。
また、宣長は、紀州徳川家に贈られた「玉くしげ別本」の中で「定りは宜しくても、其法を守るとして、却て軽々しく人をころす事あり、よくよく慎むべし。たとひ少々法にはづるる事ありとも、ともかく情実をよく勘へて軽むる方は難なかるべし」と、その背景事情を勘案して厳しく死刑を適用しないように勧めている。

### 言語論

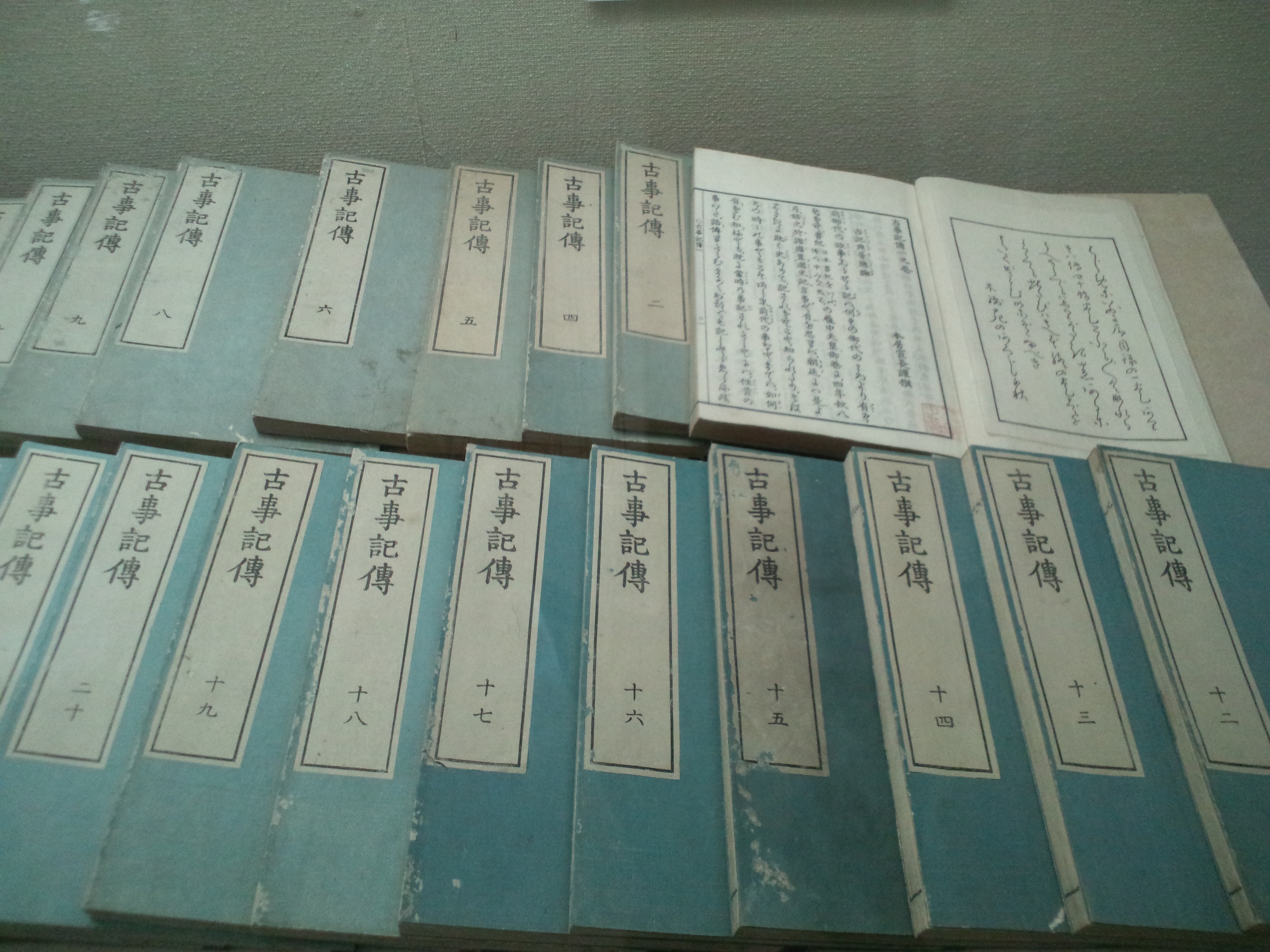
『古事記伝』再稿本
本居宣長記念館蔵・重要文化財

日本語学の歴史上において、宣長には以下の功績が取り上げられる。いずれも集積された用例という客観的証拠に基づいた帰納的方法論によるものである。
- 上代語の研究
  - 『古事記伝』
    - 上代特殊仮名遣の発見

- 漢字音の研究
  - 『字音仮字用格』
    - 日本語音韻の整理
    - 字余りの法則の発見
    - 同音の字音仮名遣の整理
    - 濁音が二次発生であることの発見

  - 『地名字音転用例』
    - 地名の漢字の読みの研究[注 20]

  - 『漢字三音考』
    - 漢字の漢音・唐音・呉音と音読みの対応関係の整理
- 文法の研究
  - 『てにをは紐鏡』
    - 係り結びの法則の発見

  - 『御国詞活用抄』
    - 日本語の動詞における活用現象の整理

宣長以前において係り結びの法則は、部分的に認識されている程度（わずかに秘伝として言及される程度）であったが、宣長はその法則を図表にまとめて発表するだけでなく、『詞の玉緒』において『万葉集』から八代集を精査し、これらには例外がきわめて少なく、法則が破れるのは後代の『玉葉和歌集』『風雅和歌集』に多いことを実証した。また『字音仮字用格』では、五十音の「い・ゐ」「え・ゑ」「お・を」がいずれの行に属するかを論じ、特に先行する浄厳『悉曇三密鈔』、契沖『和字正濫抄』が言及しなかった「お・を」の所属行について、鎌倉時代以来の誤りを正した。『漢字三音考』では、漢音・呉音が今の中国語よりも古い時代の中国語の音を伝えている可能性についても指摘している。
これらの研究成果のうち、上代語の研究と漢字音の研究は、後に石塚龍麿が発展させて『古言清濁考』や『仮字用格奥山路』などを著した。とりわけ文法研究は、鈴木朖が発展させて『活語断続譜』や『言語四種論』などを著しているほか、実子の本居春庭が動詞の活用現象について『詞八衢』や『詞通路』などを著している。没後には東条義門が発展させて『山口栞』や『活語指南』などを著しているほか、富樫広蔭が組織化と体系化をはかって『詞玉橋』や『辞玉襷』などを著している。
一方で上田秋成と、「ん」の存在や半濁音のほか、清濁について論争している。

## 人物

### 歌作

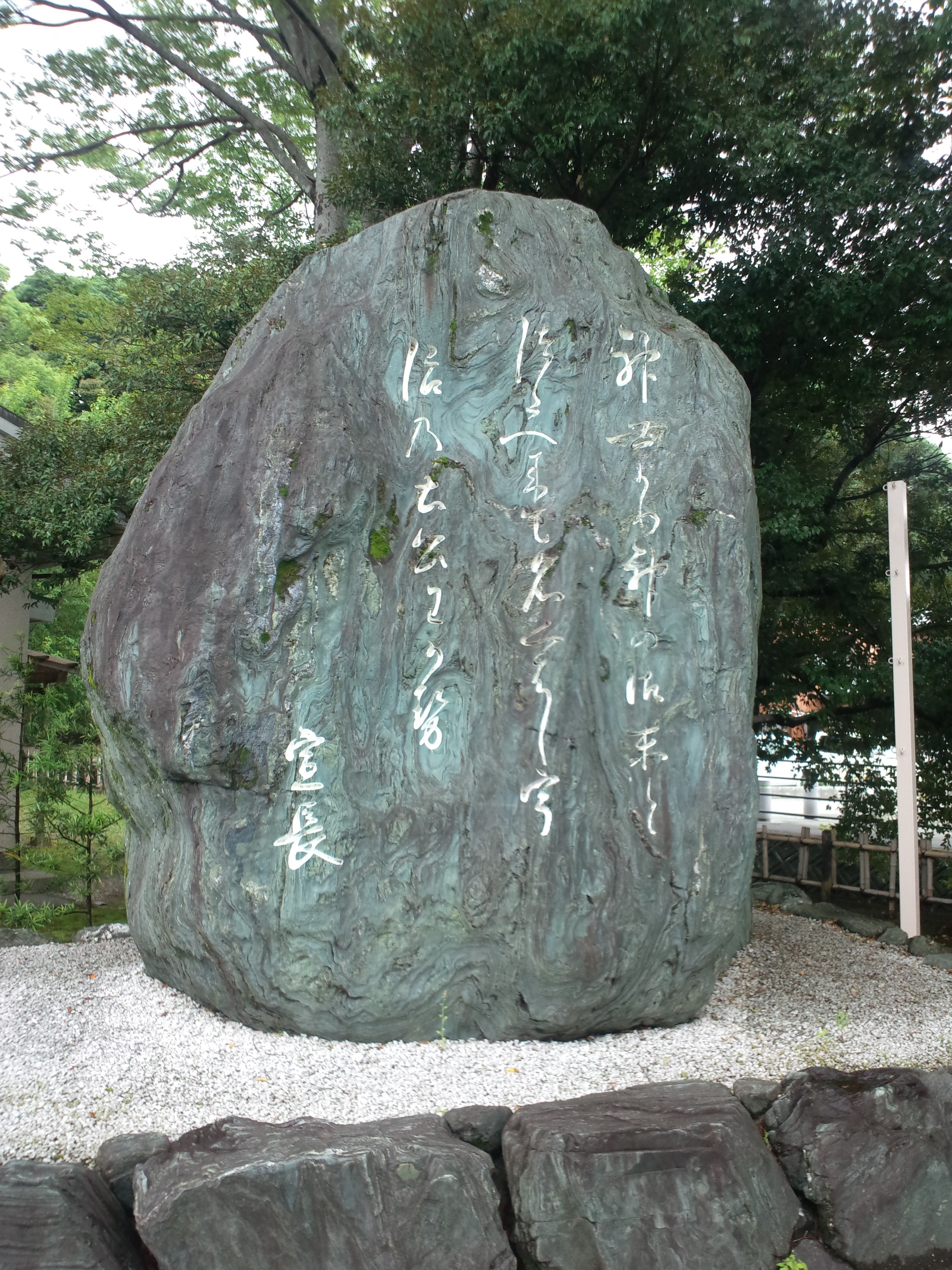
本居宣長の歌碑
猿田彦神社の境内（三重県伊勢市）

17、8歳のころから和歌を詠むようになったと述べており、その生涯に詠んだ歌の総数は万に及ぶと言われる。京都時代には森川章尹や有賀長川に入門している。松坂帰郷後も菩提寺の樹敬寺の塔頭・嶺松院で行われる月2回の歌会に宝暦8年（1758年）から50代半ばを過ぎるまでほぼ毎回欠かさず参加している。自撰歌文集『鈴屋集』には短歌約2,500首、長歌約50首、旋頭歌5首、今様3首、文詞60余篇が採録されている。ただし詠歌に対しては師の賀茂真淵から厳しい評価が与えられている。

### 鈴への愛
宣長は鈴の蒐集家でもあり、駅鈴の複製品など珍しいものを多く所有しているほど鈴を愛した。天明2年（1782年）に自宅の2階の物置部屋を改造して作った新しい書斎を「鈴屋」（）と名づけている。また、寛政7年（1795年）8月13日に浜田藩主・松平康定が、宣長の『源氏物語』講釈を聴講するのに先立って、自筆色紙と共に贈った駅鈴がある。
鈴は宣長の学者としての象徴ともなり、宣長の地元である松阪市を象徴するものとして市民に愛されている。

### 読書人・数寄人

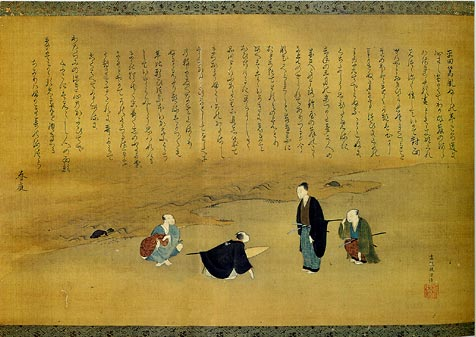
『夢中対面の図』（渡辺清画）

平安朝の王朝文化に深い憧れを持ち、中でも『源氏物語』を好んだ。19歳の頃には架空都市「端原氏城下絵図」を描いた。
読書家であると同時に、書物の貸し借りや読み方にこだわりがあり、「借りた本を傷めるな」「借りたらすぐ読んで早く返せ、けれど良い本は多くの人に読んで貰いたい」などの考えを記している。
「法話聞書 赤穂義士伝」では、「大石良雄はいろいろのたわけを尽くし、天下の人に後ろ指をさされ笑われた」「大石良金はめかけの子」と義士を列記して毀損が綴られている。これは佐佐木信綱により「赤穂記」の名で紹介され、宣長の手になる原本が残っている。しかし、赤穂義士が精神的支柱とした朱子学を「支配者が己に都合よく作った忠義」として、さかしらの「からごころ」と批判する余り、ただの主観的な悪口になってしまっている。

### 史料としての日記

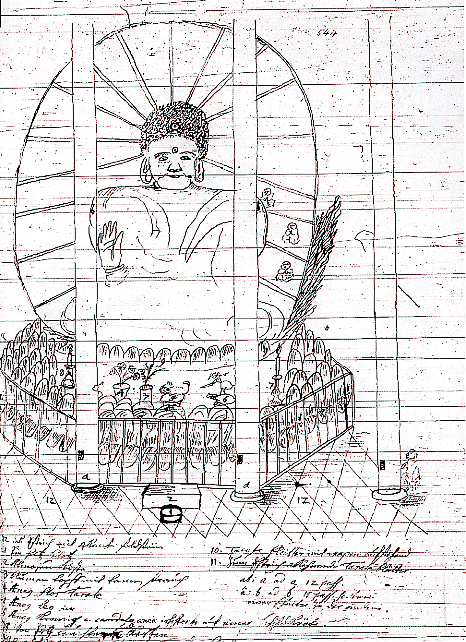
エンゲルベルト・ケンペルの方広寺大仏の素描(大英博物館所蔵) 。
本居宣長は医師になるための京都遊学を終え、帰省する前に、方広寺大仏を訪問。「此仏のおほき（大き）なることは、今さらいふもさらなれど、いつ見奉りても、めおとろく（目驚く）ばかり也」と日記に書き記した。後に宣長は東大寺大仏も訪問したが、方広寺大仏に比べて高さが小さく見えると日記に記述している。

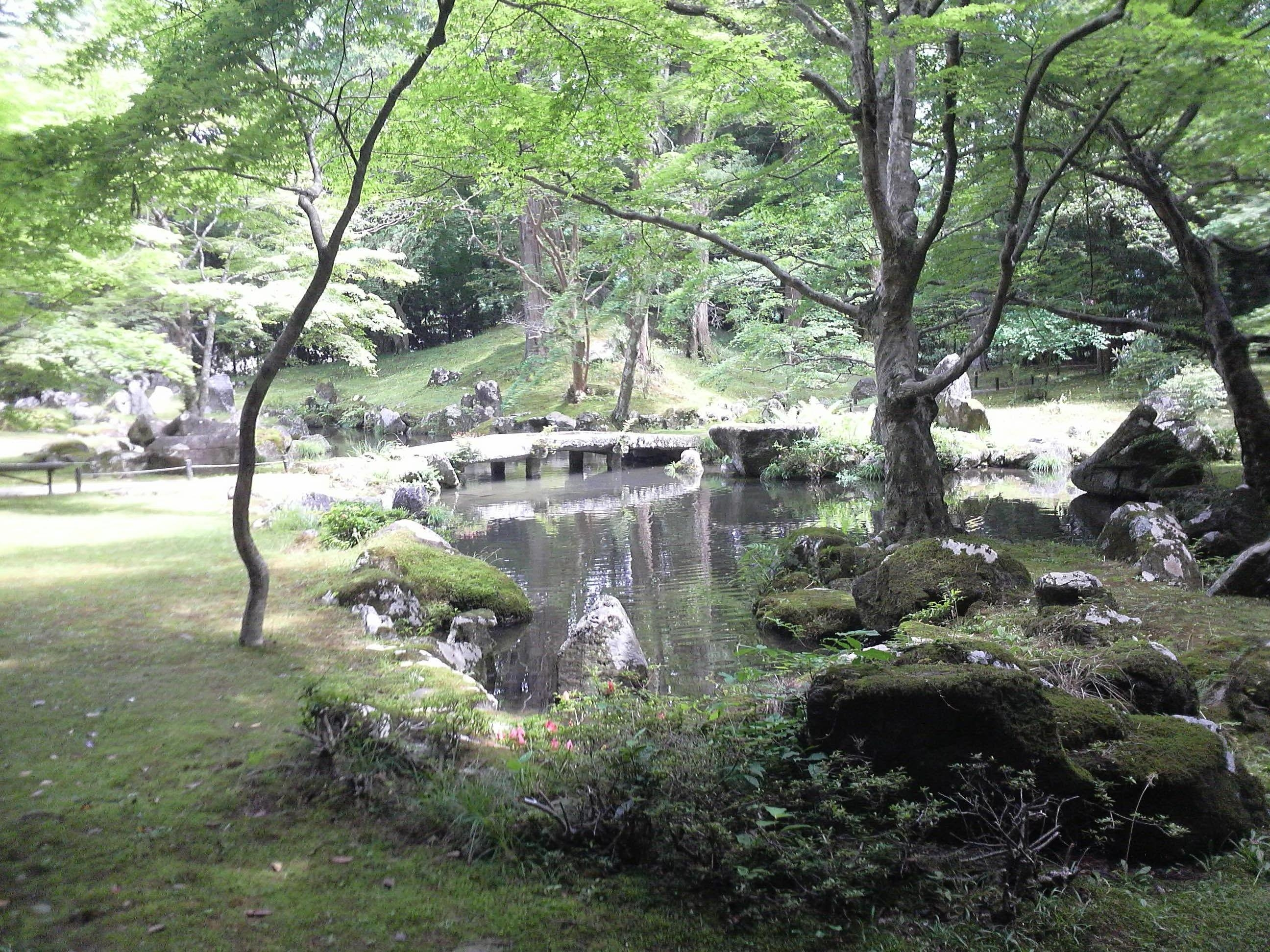
北畠神社の北畠氏館跡庭園
本居家の先祖が北畠氏の家臣であったため、先祖を偲ぶため訪問したと『菅笠日記』に記されている。

医師になるための京都遊学の際の日記である『在京日記』や、明和9年（1772年）に吉野や飛鳥を歴訪した際の日記である『菅笠日記』など、宣長は膨大な量の日記を残した。それらについて、江戸時代の庶民の生活や町の様子、催されていた行事など、当時をうかがい知れる歴史史料として史料価値が高い。また京都の方広寺大仏（京の大仏）など今日現存しない建造物についての言及や、明和7年（1770年）7月28日夜に日本各地で観測されたオーロラへの言及などもあり、歴史学以外の他の分野からも注目される記述がある。

### 医療活動
家業を手伝うも、読書に熱中し商売に適していないと、母に相談して医業を学んだ。地元・松坂では医師として40年以上にわたって活動した。初め加賀藩から仕官の交渉があったが、遠国であり、老身であるため、仕官を好まず、『記伝』の執筆中もあって断った。この噂を聞いた紀州藩が対抗的に招き、寛政4年（1792年）、紀州藩に仕官し、御針医格十人扶持となった。
宣長は昼間は医師としての仕事に専念し、自身の研究や門人への教授は主に夜に行った。宣長は『済世録』と呼ばれる日誌を付けて、毎日の患者や処方した薬の数、薬礼の金額などを記しており、当時の医師の経営の実態を知ることが出来る。亡くなる10日前まで患者の治療にあたったことが記録されている。内科全般を手がけていたが、小児科医としても著名であった。当時の医師は薬（家伝薬）の調剤・販売を手掛けている例も少なくなかったが、宣長も小児用の薬製造を手掛けて成功し、家計の足しとした。また、「乳児の病気の原因は母親にある」として、付き添いの母親を必要以上に診察した逸話がある。
しかしながら、あくまでその意識は「医師は、男子本懐の仕事ではない」と子孫に残した言葉に表れている。

### 上田秋成との論争
日本書紀を「漢意のふみ」とし、大陸の強い影響などを糾弾していた。
宣長は天明6年（1786年）から翌年頃まで上田秋成と二度にわたって論争した。その結果を、宣長は『呵刈葭（かがいか、あしかりよし）』前後編の著作で、秋成は「安々言（やすみごと）」という形で著した。前編「上田秋成論難同弁」は、主として音便などの言語上の問題についての論争であり、後編「鉗狂人上田秋成評同弁」は「日の神論争」ともいわれ日本神話の解釈をめぐる論争である。

### 信仰と恋愛
大和国吉野の水分神（吉野水分神社）が子守明神として、子を与え、守る神と世間で信じられていたため、宣長の父は男子が得られるよう祈り、宣長が生まれたため、宣長自身は「水分神の申し子」として生まれたと堅く信じていた。
儒仏に対する排除を主張していた宣長だが、10代頃は浄土教思想の強い影響下にあり、『直毘霊』成立前後から排除思想が強くなった。
宣長の生涯にわたる恋愛生活は、大野晋などが明らかにしている。

## 作品

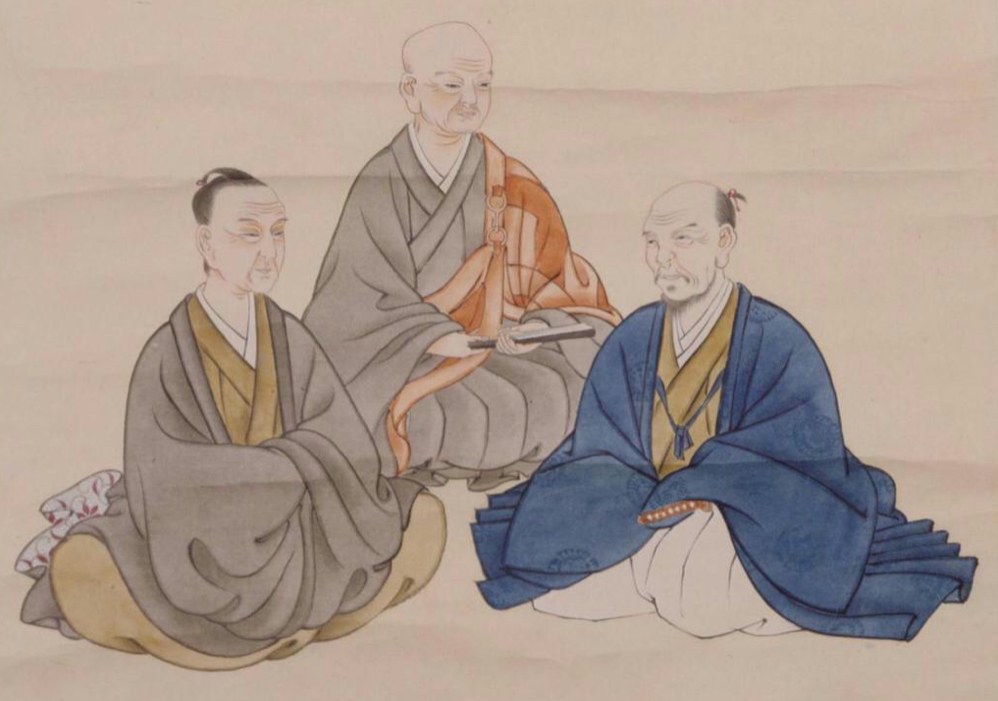
国学の三哲
左から本居宣長、契沖、賀茂真淵。

- 『本居宣長全集』は筑摩版の他に、大正期に吉川弘文館（全12冊）、戦中期に岩波書店（6冊、未完）が刊行。

### 刊行著作
- 『本居宣長全集』筑摩書房（全20巻別巻3）、大野晋、大久保正編、1968-1977年
- 『本居宣長 日本思想大系40』 吉川幸次郎、佐竹昭広、日野龍夫校注、岩波書店、1978年
- 『本居宣長集 新潮日本古典集成』 日野龍夫校注、新潮社、1983年、新装版2018年
  - 「紫文要領」「石上私淑言」を収録
- 今西祐一郎校注 『古今集遠鏡』全2巻、平凡社東洋文庫、2008年
- 白石良夫訳注 『本居宣長 「うひ山ぶみ」全訳注』講談社学術文庫、2009年
- 村岡典嗣校訂 『うひ山ふみ 鈴屋問答録』、『玉くしげ・秘本玉くしげ』
  - 『玉勝間』（上・下）、『直毘靈』、各・岩波文庫（初刊） 1934-36年
- 『排蘆小船 宣長「物のあはれ」歌論』 子安宣邦校注、岩波文庫 2003年
- 『紫文要領』 子安宣邦校注、岩波文庫 2010年
- 『宣長選集』野口武彦編・校注、筑摩叢書 1986年。「玉くしげ」など
- 『現代語訳　本居宣長選集』山口志義夫訳、多摩通信社、新書判
  - 1.『玉くしげ - 美しい国のための提言』（玉くしげ、玉くしげ別巻、直毘霊）2007年
  - 2.『馭戎慨言 - 日本外交史』2009年
  - 3.『うい山ぶみ - 皇朝学入門』（うい山ぶみ、答問録、講後談）2010年
  - 4.『源氏物語玉の小櫛 - 物のあわれ論』(源氏物語玉の小櫛、第一巻、第二巻)2013年
- 『本居宣長　コレクション日本歌人選058』山下久夫編、和歌文学会監修、笠間書院 2012年

### 著作
国学
- 『古事記伝』 村岡典嗣校訂、岩波文庫全4巻（全44巻のうち第1から第17巻まで）
- 『源氏物語年紀考』
- 『紫文要領』
- 『源氏物語玉の小櫛』
- 『直毘霊（なおびのみたま）』[129] 村岡典嗣校訂、岩波文庫
- 『玉鉾百首』 同上
- 『玉くしげ』 村岡校訂
- 『鈴野屋問答』 村岡校訂
- 『うひ山ぶみ』 同上、学問論でもある。
- 『古今集遠鏡』

評論
- 『排蘆小船』[130]

語学
- 『漢字三音考』
- 『てにをは紐鏡』[131]
- 『字音仮字用格』[132]
- 『詞の玉緒』[133]
- 『地名字音転用例』

随筆・歌論
- 『玉勝間』
- 『石上私淑言』
- 『くず花』

経済
- 『秘本玉くしげ』[134]

歴史
- 『馭戒慨言』

家集（和歌集）
- 『大日本天下四海画図』考證の為の自筆稿本（資料集）

「日本の絵図世に多いといっても、諸国の城下其外名所旧跡悉く在所が相違している。又行程の宿場や馬借の駅が微細でない。そのため自分は今この絵図を描くにあたり、城下町や船着場、名所遺跡の方角を正確に記し、在所を分明にして道中の行程や駅を微細に記し山川海島を悉くを描く。ならびに六十六洲の諸郡を顕して、又知行や高田数を書いて、大坂を起点とした諸方への道法を東西に分てこれを記す、異国の道のりも略顕した。延享三年五月吉日」
- 『都考抜書（とこうばっしょ）』考證の為の自筆稿本（資料集）
- 『鈴屋集』

## 本居家

### 小津・本居家系図
|      |      | 桓武天皇 |      |                |                |                |                |                |                |                |                |                |                |                |                |              |              |                |                |                |                |                |                |      |      |            |            |            |            |            |            |      |      |        |        |        |        |        |        |  |  |  |  |
|      |      |          |      |                |                |                |                |                |                |                |                |                |                |                |                |              |              |                |                |                |                |                |                |      |      |            |            |            |            |            |            |      |      |        |        |        |        |        |        |  |  |  |  |
|      |      | 平頼盛   |      |                |                |                |                |                |                |                |                |                |                |                |                |              |              |                |                |                |                |                |                |      |      |            |            |            |            |            |            |      |      |        |        |        |        |        |        |  |  |  |  |
|      |      |          |      |                |                |                |                |                |                |                |                |                |                |                |                |              |              |                |                |                |                |                |                |      |      |            |            |            |            |            |            |      |      |        |        |        |        |        |        |  |  |  |  |
|      |      | 本居建郷 |      |                |                |                |                |                |                |                |                |                |                |                |                |              |              |                |                |                |                |                |                |      |      |            |            |            |            |            |            |      |      |        |        |        |        |        |        |  |  |  |  |
|      |      |          |      |                |                |                |                |                |                |                |                |                |                |                |                |              |              |                |                |                |                |                |                |      |      |            |            |            |            |            |            |      |      |        |        |        |        |        |        |  |  |  |  |
|      |      | 本居武連 |      |                |                |                |                |                |                |                |                |                |                |                |                |              |              |                |                |                |                |                |                |      |      |            |            |            |            |            |            |      |      |        |        |        |        |        |        |  |  |  |  |
|      |      |          |      |                |                |                |                |                |                |                |                |                |                |                |                |              |              |                |                |                |                |                |                |      |      |            |            |            |            |            |            |      |      |        |        |        |        |        |        |  |  |  |  |
|      |      |          |      |                |                |                |                |                |                |                |                |                |                |                |                |              |              |                |                |                |                |                |                |      |      |            |            |            |            |            |            |      |      |        |        |        |        |        |        |  |  |  |  |
| 延連 | 延連 | 延連     | 延連 | 延連           | 延連           | 武秀           | 武秀           | 武秀           | 武秀           | 武秀           | 武秀           |                |                | 油屋源右衛門   | 油屋源右衛門   | 油屋源右衛門 | 油屋源右衛門 | 油屋源右衛門   | 油屋源右衛門   |                |                |                |                |      |      |            |            |            |            |            |            |      |      |        |        |        |        |        |        |  |  |  |  |
| 延連 | 延連 | 延連     | 延連 | 延連           | 延連           | 武秀           | 武秀           | 武秀           | 武秀           | 武秀           | 武秀           |                |                | 油屋源右衛門   | 油屋源右衛門   | 油屋源右衛門 | 油屋源右衛門 | 油屋源右衛門   | 油屋源右衛門   |                |                |                |                |      |      |            |            |            |            |            |            |      |      |        |        |        |        |        |        |  |  |  |  |
|      |      |          |      |                |                |                |                |                |                |                |                |                |                |                |                |              |              |                |                |                |                |                |                |      |      |            |            |            |            |            |            |      |      |        |        |        |        |        |        |  |  |  |  |
|      |      |          |      |                |                | 小津七右衛門   | 小津七右衛門   | 小津七右衛門   | 小津七右衛門   | 小津七右衛門   | 小津七右衛門   |                |                | 女             | 女             | 女           | 女           | 女             | 女             |                |                |                |                |      |      |            |            |            |            |            |            |      |      |        |        |        |        |        |        |  |  |  |  |
|      |      |          |      |                |                | 小津七右衛門   | 小津七右衛門   | 小津七右衛門   | 小津七右衛門   | 小津七右衛門   | 小津七右衛門   |                |                | 女             | 女             | 女           | 女           | 女             | 女             |                |                |                |                |      |      |            |            |            |            |            |            |      |      |        |        |        |        |        |        |  |  |  |  |
|      |      |          |      |                |                |                |                |                |                |                |                |                |                |                |                |              |              |                |                |                |                |                |                |      |      |            |            |            |            |            |            |      |      |        |        |        |        |        |        |  |  |  |  |
|      |      |          |      |                |                |                |                |                |                | 三郎右衛門     |                |                |                |                |                |              |              |                |                |                |                |                |                |      |      |            |            |            |            |            |            |      |      |        |        |        |        |        |        |  |  |  |  |
|      |      |          |      |                |                |                |                |                |                |                |                |                |                |                |                |              |              |                |                |                |                |                |                |      |      |            |            |            |            |            |            |      |      |        |        |        |        |        |        |  |  |  |  |
|      |      |          |      |                |                |                |                |                |                | 三四右衛門定治 | 三四右衛門定治 | 三四右衛門定治 | 三四右衛門定治 | 三四右衛門定治 | 三四右衛門定治 |              |              |                |                |                |                |                |                |      |      | 村田孫兵衛 | 村田孫兵衛 | 村田孫兵衛 | 村田孫兵衛 | 村田孫兵衛 | 村田孫兵衛 |      |      |        |        |        |        |        |        |  |  |  |  |
|      |      |          |      |                |                |                |                |                |                | 三四右衛門定治 | 三四右衛門定治 | 三四右衛門定治 | 三四右衛門定治 | 三四右衛門定治 | 三四右衛門定治 |              |              |                |                |                |                |                |                |      |      | 村田孫兵衛 | 村田孫兵衛 | 村田孫兵衛 | 村田孫兵衛 | 村田孫兵衛 | 村田孫兵衛 |      |      |        |        |        |        |        |        |  |  |  |  |
|      |      |          |      |                |                |                |                |                |                |                |                |                |                |                |                |              |              |                |                |                |                |                |                |      |      |            |            |            |            |            |            |      |      |        |        |        |        |        |        |  |  |  |  |
|      |      |          |      | 三郎右衛門定該 | 三郎右衛門定該 | 三郎右衛門定該 | 三郎右衛門定該 | 三郎右衛門定該 | 三郎右衛門定該 | 栄珠           | 栄珠           | 栄珠           | 栄珠           | 栄珠           | 栄珠           |              |              | 三四右衛門定利 | 三四右衛門定利 | 三四右衛門定利 | 三四右衛門定利 | 三四右衛門定利 | 三四右衛門定利 |      |      | 勝         | 勝         | 勝         | 勝         | 勝         | 勝         |      |      |        |        |        |        |        |        |  |  |  |  |
|      |      |          |      | 三郎右衛門定該 | 三郎右衛門定該 | 三郎右衛門定該 | 三郎右衛門定該 | 三郎右衛門定該 | 三郎右衛門定該 | 栄珠           | 栄珠           | 栄珠           | 栄珠           | 栄珠           | 栄珠           |              |              | 三四右衛門定利 | 三四右衛門定利 | 三四右衛門定利 | 三四右衛門定利 | 三四右衛門定利 | 三四右衛門定利 |      |      | 勝         | 勝         | 勝         | 勝         | 勝         | 勝         |      |      |        |        |        |        |        |        |  |  |  |  |
|      |      |          |      |                |                |                |                |                |                |                |                |                |                |                |                |              |              |                |                |                |                |                |                |      |      |            |            |            |            |            |            |      |      |        |        |        |        |        |        |  |  |  |  |
|      |      |          |      |                |                |                |                |                |                |                |                |                |                |                |                |              |              |                |                |                |                |                |                |      |      |            |            |            |            |            |            |      |      |        |        |        |        |        |        |  |  |  |  |
|      |      |          |      |                |                |                |                |                |                | 宗五郎         | 宗五郎         | 宗五郎         | 宗五郎         | 宗五郎         | 宗五郎         | 宣長         | 宣長         | 宣長           | 宣長           | 宣長           | 宣長           | はん           | はん           | はん | はん | はん       | はん       | 親次       | 親次       | 親次       | 親次       | 親次 | 親次 | しゅん | しゅん | しゅん | しゅん | しゅん | しゅん |  |  |  |  |

宣長の手による『家のむかし物語』によれば、宣長の先祖は桓武平氏の尾張守・平頼盛の6世後胤、本居県判官平建郷であり、その子孫は伊勢北畠氏の家臣だったという。北畠氏の滅亡後は本居延連・武秀の兄弟で蒲生氏郷に仕え、武秀が天正19年（1591年）に討ち死にした後、その妻が壱志郡小津村で産んだ男子は油屋源右衛門の聟となり小津七右衛門を名乗った。七右衛門の次男・三郎右衛門は江戸に店を構えるほど商才にすぐれたが実子がなかったため甥の三四右衛門定治を養子に迎えた。定治の長男・定該は早世したため、定治は夫の孫右衛門（小津別家）と死別し寡婦となっていた娘・栄珠を実家に戻し、孫右衛門の弟・定利と再婚させて定利を自身の跡継ぎとし、孫右衛門と栄珠の子・宗五郎をその次代の後継者とすることとした。栄珠は享保13年（1728年）に死去したため定利は村田孫兵衛の娘・勝と再婚し、定利・勝の最初の実子として産まれたのが宣長である。
宣長以後、本居家は家督を継いだ養子大平の系譜に連なる和歌山藩の本居家と、実子春庭の系譜に連なる松坂の本居家に分かれる。

### 和歌山本居家歴代当主
- 1本居宣長
- 2本居大平（1756-1833）：本居宣長養子。
  - （本居建正）（1788-1819）：本居大平長男。32歳で早逝する。
  - （本居清島）（1789-1821）：本居大平次男。33歳で早逝する。
- 3本居内遠（1792-1855）：本居大平養子。学識は宣長に次ぐといわれる。
  - （本居永平）（1819-1842）：本居大平四男。後嗣となるが、24歳で早逝する。
- 4本居豊穎（1834-1913）：本居内遠長男。近代を代表する国学者。
  - （松野勇雄）（1852-1893）：明治10年（1878年）に本居豊穎の養子となるが、明治12年（1880年）7月に離縁。
  - （増田于信）（1862-没年不詳）：明治17年（1884年）に本居豊穎の養子となるが、まもなく離縁。
- 5本居並子（1843-1886）：本居豊穎長女。
- 6本居長世（1885-1945）：本居並子次男（増田于信長男）。作曲家。童謡の先駆者。
- 7本居雷章（菱山修三）（1909-1967）：本居長世養子。詩人。

### 松坂本居家歴代当主
- 1本居宣長
- 2本居春庭（1763-1828）：本居宣長長男。32歳で失明。
- 3本居有郷（1804-1852）：本居春庭長男。
- 4本居信郷（1825-1900）：本居有郷養子。本居宣長曾孫。
- 5本居清造（1873-1958）：本居信郷次男。本居豊穎から学統を継承する。
- 6本居弥生（1903-1983）：本居清造長男。
- 7本居芳野（1942-）：東京都在住。

※本居宣長記念館の記述に従う。（）は一時期、後継者となったが、当主には就かなかった人物。